# Slovenská Futbalová Liga 2018
La Slovenská futbalová liga 2018 è la 4ª edizione del campionato di football americano di primo livello a 11 giocatori, organizzato dalla SAAF.
I Bratislava Monarchs non partecipano al torneo.

## Squadre partecipanti
| Club              | Città  | Stadio | Sponsor ufficiale | Risultato nella stagione 2017 |
| ----------------- | ------ | ------ | ----------------- | ----------------------------- |
| Cassovia Steelers | Košice |        |                   |                               |
| Nitra Knights     | Nitra  |        |                   |                               |
| Trnava Bulldogs   | Trnava |        |                   |                               |
| Žilina Warriors   | Žilina |        |                   |                               |
| Zvolen Patriots   | Zvolen |        |                   |                               |

## Stagione regolare

### Calendario

#### 1ª giornata
| Trnava 7 aprile 2018 | Trnava Bulldogs | 24 – 0 referto | Nitra Knights | AŠK Slávia (120 spett.)\| Arbitro: \| Sopkuliak \| |
| Arbitro:             | Sopkuliak       |                |               |                                                    |

| Košice 8 aprile 2018 | Cassovia Steelers | 16 – 0 (0-0 9-0 0-0 7-0) referto | Zvolen Patriots | Šaca\| Arbitro: \| Polák \| |
| Arbitro:             | Polák             |                                  |                 |                             |

#### 2ª giornata
| Trnava 14 aprile 2018 | Trnava Bulldogs | 20 – 30 referto | Cassovia Steelers | AŠK Slávia (80 spett.)\| Arbitro: \| Polák \| |
| Arbitro:              | Polák           |                 |                   |                                               |

| Kysucký Lieskovec 15 aprile 2018 | Žilina Warriors | 29 – 0 referto | Nitra Knights | (350 spett.)\| Arbitro: \| Vadkerty \| |
| Arbitro:                         | Vadkerty        |                |               |                                        |

#### 3ª giornata
| Zvolen 21 aprile 2018 | Zvolen Patriots | 13 – 20 referto | Trnava Bulldogs | Švermova (80 spett.)\| Arbitro: \| Sopkuliak \| |
| Arbitro:              | Sopkuliak       |                 |                 |                                                 |

| Košice 22 aprile 2018 | Cassovia Steelers | 21 – 6 referto | Žilina Warriors | Šaca (180 spett.)\| Arbitro: \| Polák \| |
| Arbitro:              | Polák             |                |                 |                                          |

#### 4ª giornata
| Nitra 5 maggio 2018 | Nitra Knights | 19 – 0 referto | Zvolen Patriots | FC Nitra (130 spett.)\| Arbitro: \| Vadkerty \| |
| Arbitro:            | Vadkerty      |                |                 |                                                 |

| Trnava 6 maggio 2018 | Trnava Bulldogs | 37 – 0 referto | Žilina Warriors | AŠK Slávia (80 spett.)\| Arbitro: \| Martinček \| |
| Arbitro:             | Martinček       |                |                 |                                                   |

#### 5ª giornata
| Zvolen 12 maggio 2018 | Zvolen Patriots | 7 – 18 referto | Žilina Warriors | Štadion SNP (0 spett.)\| Arbitro: \| Sopkuliak \| |
| Arbitro:              | Sopkuliak       |                |                 |                                                   |

| Ploské 12 maggio 2018 | Cassovia Steelers | 13 – 6 referto | Nitra Knights | (130 spett.)\| Arbitro: \| Polák \| |
| Arbitro:              | Polák             |                |               |                                     |

#### 6ª giornata
| Zvolen 19 maggio 2018 | Zvolen Patriots | 0 – 38 referto | Nitra Knights | Štadion SNP (0 spett.) |

| Šaca 19 maggio 2018 | Cassovia Steelers | 6 – 35 referto | Trnava Bulldogs | (85 spett.)\| Arbitro: \| Vadkerty \| |
| Arbitro:            | Vadkerty          |                |                 |                                       |

#### 7ª giornata
| Kysucký Lieskovec 26 maggio 2018 | Žilina Warriors | 16 – 6 referto | Trnava Bulldogs | (90 spett.)\| Arbitro: \| Sopkuliak \| |
| Arbitro:                         | Sopkuliak       |                |                 |                                        |

| Nitra 27 maggio 2018 | Nitra Knights | 6 – 21 | Cassovia Steelers | FC Nitra (60 spett.)\| Arbitro: \| Sopkuliak \| |
| Arbitro:             | Sopkuliak     |        |                   |                                                 |

#### 8ª giornata
| Kysucký Lieskovec 2 giugno 2018 | Žilina Warriors | 27 – 7 referto | Zvolen Patriots | (125 spett.)\| Arbitro: \| Sopkuliak \| |
| Arbitro:                        | Sopkuliak       |                |                 |                                         |

| Nitra 3 giugno 2018 | Nitra Knights | 0 – 42 referto | Trnava Bulldogs | FC Nitra (85 spett.)\| Arbitro: \| Martinček \| |
| Arbitro:            | Martinček     |                |                 |                                                 |

#### 9ª giornata
| Nitra 16 giugno 2018 | Nitra Knights | 6 – 35 referto | Žilina Warriors | FC Nitra (85 spett.)\| Arbitro: \| Martinček \| |
| Arbitro:             | Martinček     |                |                 |                                                 |

| Zvolen 17 giugno 2018 | Zvolen Patriots | 2 – 36 referto | Cassovia Steelers | (45 spett.)\| Arbitro: \| Sopkuliak \| |
| Arbitro:              | Sopkuliak       |                |                   |                                        |

#### 10ª giornata
| Kysucký Lieskovec 23 giugno 2018 | Žilina Warriors | 17 – 14 referto | Cassovia Steelers | (180 spett.)\| Arbitro: \| Sopkuliak \| |
| Arbitro:                         | Sopkuliak       |                 |                   |                                         |

| Trnava 24 giugno 2018 | Trnava Bulldogs | 40 – 0 referto | Zvolen Patriots | AŠK Slávia (75 spett.)\| Arbitro: \| Sopkuliak \| |
| Arbitro:              | Sopkuliak       |                |                 |                                                   |

### Classifica
La classifica della regular season è la seguente:
- PCT = percentuale di vittorie, G = partite giocate, V = partite vinte,  P = partite perse, PF = punti fatti, PS = punti subiti

| Pos. | Squadra           | PCT  | G | V | N | P | PF  | PS  |
| ---- | ----------------- | ---- | - | - | - | - | --- | --- |
| 1    | Trnava Bulldogs   | .750 | 8 | 6 | 0 | 2 | 224 | 65  |
| 2    | Cassovia Steelers | .750 | 8 | 6 | 0 | 2 | 157 | 92  |
| 3    | Žilina Warriors   | .750 | 8 | 6 | 0 | 2 | 148 | 98  |
| 4    | Nitra Knights     | .250 | 8 | 2 | 0 | 6 | 75  | 164 |
| 5    | Zvolen Patriots   | .000 | 8 | 0 | 0 | 8 | 29  | 213 |

## Playoff

### Tabellone
|  | Semifinali | Semifinali        | Semifinali |                 |    | IV Slovak Bowl  | IV Slovak Bowl | IV Slovak Bowl |  |
|  |            |                   |            |                 |    |                 |                |                |  |
|  | 1          | Trnava Bulldogs   | 28         |                 |    |                 |                |                |  |
|  | 1          | Trnava Bulldogs   | 28         |                 |    |                 |                |                |  |
|  | 4          | Nitra Knights     | 0          |                 |    |                 |                |                |  |
|  | 4          | Nitra Knights     | 0          |                 | 1  | Trnava Bulldogs | 24             |                |  |
|  |            |                   |            |                 | 1  | Trnava Bulldogs | 24             |                |  |
|  |            |                   | 3          | Žilina Warriors | 12 |                 |                |                |  |
|  | 3          | Žilina Warriors   | 3          | Žilina Warriors | 12 | 24              |                |                |  |
|  | 3          | Žilina Warriors   |            |                 |    |                 |                |                |  |
|  | 2          | Cassovia Steelers | 0          |                 |    |                 |                |                |  |

### Semifinali
| Košice 30 giugno 2018 | Cassovia Steelers | 0 – 24 referto | Žilina Warriors | Šaca (130 spett.)\| Arbitro: \| Polák \| |
| Arbitro:              | Polák             |                |                 |                                          |

| Trnava 1º luglio 2018 | Trnava Bulldogs | 28 – 0 referto | Nitra Knights | AŠK Slávia (150 spett.)\| Arbitro: \| Sopkuliak \| |
| Arbitro:              | Sopkuliak       |                |               |                                                    |

### IV Slovak Bowl
| 15 luglio 2018 | Trnava Bulldogs | 24 – 12 | Žilina Warriors |  |

## Verdetti
- Trnava Bulldogs Campioni della Slovacchia 2018